# 花のようにひそやかに
「花のようにひそやかに」（はなのようにひそやかに）は小柳ルミ子の11枚目のシングル。1974年3月10日にワーナー・パイオニアから発売された。

## 収録曲
1. 花のようにひそやかに
作詞：阿久悠／作曲：平尾昌晃／編曲：森岡賢一郎
2. さくらんぼ
作詞：阿久悠／作曲：平尾昌晃／編曲：森岡賢一郎